# Austrosipyloidea carterus
Austrosipyloidea carterus är en insektsart som först beskrevs av John Obadiah Westwood 1859.  Austrosipyloidea carterus ingår i släktet Austrosipyloidea och familjen Diapheromeridae. Inga underarter finns listade.